# Kai Mathiassen
Kai/Kaj Henning Georg Mathiesen (født 11. november 1898 i København) var en dansk atlet.
Mathiassen som var medlem af Ben Hur vandt tre danske mesterskaber i atletik; to på 100 meter og et på 200 meter. 1918-1919 tilhørte han med henholdsvis en niende og en tolfte plads på verdensranglisten de hurtigste i verden på 100 meter.

## Danske mesterskaber
- Guld 1919 100 meter 11,2
- Guld 1919 200 meter 22,8
- Guld 1918 100 meter 11,3
- Sølv 1917 100 meter 11,3
- Bronze 1917 400 meter 59,0

## Personlig rekord
- 60 meter: 6,8 1918
- 100 meter: 10,8 Østerbro Stadion 10 augusti 1919